# Doom 64
Doom 64 è un videogioco sparatutto in prima persona originariamente uscito per Nintendo 64, pubblicato da Midway Games nel 1997 e sviluppato dalla stessa Midway con la collaborazione di id Software. Fa parte della serie di Doom.

## Trama
Dopo i successi del Doom Marine nei precedenti capitoli, i leader mondiali hanno deciso di mettere in quarantena tutte le strutture di ricerca UAC a causa di altissimi livelli di radiazioni. Le strutture rimasero completamente deserte per alcuni anni, fino a quando un satellite lanciato per monitorare su di esse invia un messaggio sulla Terra: una strana entità denominata la Madre Demone, potenziata dalla continua esposizione alle radiazioni, è riuscita a fuggire dal contenimento su Fobos ed ha alterato i tessuti dei demoni in decomposizione riportandoli in vita.
Il marine, essendo l'unico esperto, viene inviato da solo per cercare di contenerli il più possibile. Egli accetta, pur soffrendo di terribili incubi causati dai precedenti viaggi negli Inferi. Dopo essersi fatto strada tra orde di demoni nel laboratorio di Fobos, l'eroe trova un portale per l'Inferno. In quel momento capisce che i demoni stanno cercando di attirarlo nella loro dimensione per costringerlo ad affrontare la Madre Demone. Prima della battaglia finale, il marine ottiene l'Unmaker, una potente arma grazie alla quale riesce a sconfiggere la Madre.
Nella scena finale, il protagonista, ormai segnato da questa traumatica avventura e consapevole del fatto che le armate infernali non cesseranno mai di attaccare, decide di sacrificarsi rimanendo all'Inferno per far sì, finché avrà vita, che nessun demone riesca a uscirne.
Da qui si ramifica la trama che si collegherà a Doom e a Doom Eternal.
Nel remaster del 2020, furono aggiunti sette nuovi livelli, nei quali viene rivelato che la Madre Demone ha un clone. Quindi il marine è costretto a tornare su Fobos e a combatterlo.

## Modalità di gioco
Le principali differenze di Doom 64, rispetto ai precedenti capitoli, riguardano l'aspetto visivo e quello audio: le texture dei livelli e gli sprite di nemici, armi e oggetti sono state ridisegnati, pur ricalcando nella maggior parte dei casi il comportamento originale; gli effetti sonori sono derivati dalla versione di Doom per Playstation, mentre la colonna sonora è stata composta per l'occasione da Aubrey Hodges in stile dark ambient. Il motore grafico è stato modificato per sfruttare l'hardware della console, aggiungendo il filtro bilineare, luci colorate nei livelli e la possibilità di realizzare stanze sovrapposte. Inoltre è presente un sistema di script, simile a quello già usato in Hexen, che permette una maggiore interattività nei livelli.

### Nemici
Tutti i nemici sono stati completamente ridisegnati; rispetto al bestiario di Doom 2 mancano all'appello Commandos, Arch-Vile, Spider Mastermind e Revenant, scartati per motivi di memoria; sono stati invece aggiunti il Nightmare Imp (un imp semitrasparente e più rapido dell'originale) e il boss finale, la Mother Demon.

### Armi
Sono presenti tutte le armi originali di Doom e Doom 2; in più è possibile trovare una nuova arma, priva di nome, che può essere potenziata attraverso degli artefatti nascosti rendendola ancora più devastante. L'idea originale di quest'arma, che doveva già essere presente nella versione per computer, deriva dalla Doom Bible, documentazione scritta durante lo sviluppo iniziale di Doom, dove veniva descritta e deonominata Unmaker.

### Livelli
Doom 64 è costituito da 32 livelli originali; rispetto a Doom, appaiono molti più simboli satanici come croci e pentacoli rovesciati, che, insieme alla scarsa illuminazione, rendono l'atmosfera più simile a quella gotica del primo Quake.

## Altre edizioni
Dopo 22 anni Doom 64 uscì in formato digitale, con relativo supporto video HD 16:9, come bonus preordine di Doom Eternal per Xbox One, Xbox Series X/S, PlayStation 4, Playstation 5, PC Steam e Nintendo Switch dal 20 marzo 2020. Dal 12 giugno uscì per Stadia. Questa nuova edizione include anche dei livelli aggiuntivi che fanno da ponte con Doom, il capitolo del 2016.

### Versioni non ufficiali
È possibile giocare ad una replica fedele di Doom 64 su sistemi Windows grazie ad un gruppo di appassionati che nel 2001 ha realizzato Doom 64: Absolution, dal nome originariamente proposto per il gioco (Absolution), poi scartato da Midway perché poco riconoscibile dal pubblico. Questa total conversion si appoggia al motore grafico Doomsday, una delle tante conversioni di Doom. Gli stessi autori hanno in seguito pubblicato un'espansione gratuita chiamata The Outcast Levels.
Nel 2008 è invece stato creato Doom64 EX, un'emulazione del software originale che richiede, per funzionare, una ROM dell'originale Doom 64.